# Castril
Castril – gmina w Hiszpanii, w prowincji Grenada, w Andaluzji, o powierzchni 243,26 km². W 2011 roku gmina liczyła 2378 mieszkańców.
Miasto Castril leży u podnóża stromej skały, graniczącej z Parkiem Naturalnym Cazorla, Segura i Las Villas.